# إل جي فيرسا
إل جي فيرسا (بالإنجليزية: LG Versa)‏ هو هاتف محمول من إل جي أليكترونيكس، تم طرحه في الأسواق في 9 سبتمبر 2009.

## الخصائص
- الكاميرا الخلفية: 3.2 ميجابكسل
- الشاشة: إل سي دي 240 × 480
- الوزن: 140 غرام
- الذاكرة: 310 ميجابايت